# سبرانگ جایا
سبرانگ جایا (به انگلیسی: Seberang Jaya) (جاوه ای: سبرڠ جای) یک منطقهٔ مسکونی در حومهٔ شهر سبرانگ پرای، ایالت پنانگ، مالزی است. این منطقه که در کرانه جنوبی رود پرای و شرق پرای واقع شده است، دردههٔ ۱۹۷۰ رو به توسعه گذاشت. از آن زمان، سبرانگ جایا با پیشرفت‌های مختلف در سطوح تجاری و خرده فروشی، به منطقه‌ای پررونق تبدیل گشت.